# Algerije op de Olympische Zomerspelen 1984
Algerije nam deel aan de Olympische Zomerspelen 1984 in Los Angeles, Verenigde Staten. Dankzij boksers Mustapha Moussa en Mohamed Zaoui won het Noord-Afrikaanse land voor het eerst in de geschiedenis medailles op olympisch niveau.

## Medailleoverzicht
| Sport  | Olympiër        | Onderdeel | Medaille |
| ------ | --------------- | --------- | -------- |
| Boksen | Mohamed Zaoui   | -75kg (m) | Brons    |
| Boksen | Mustapha Moussa | -81kg (m) | Brons    |

## Deelnemers en resultaten per onderdeel

### Atletiek
| Olympiër                | Discipline            | Resultaat | Prestatie                                               |
| ----------------------- | --------------------- | --------- | ------------------------------------------------------- |
| Ali Bakhta              | 200m (m)              | 24e       | serie 8: 4e in 21,15 kwartfinale 1: 8e in 21,35         |
| Ahmed Bel Kessam        | 800m (m)              | 28e       | serie 2: 7e in 1.48,11                                  |
| Mehdi Aidet             | 1500m (m)             | 41e       | serie 3: 7e in 3.53,92                                  |
| Abderrahmane Morceli    | 1500m (m)             | 28e       | serie 4: 7e in 3.45,09                                  |
| Abdel Razzak Bounour    | 5000m (m)             | 27e       | serie 4: 5e in 13.51,52 halve finale 1: 13e in 13.57,43 |
| Mohamed Ryad Ben Haddad | 110mm horden (m)      | 19e       | serie 1: 5e in 14,44                                    |
| Abdel Wahab Ferguene    | 20km snelwandelen (m) | 26e       | finale: 1.31,24                                         |
| Benamar Kechkouche      | 20km snelwandelen (m) | 30e       | finale: 1:34.12                                         |
| Hakim Toumi             | Kogelslingeren (m)    | 17e       | kwalificatie: 67,68m                                    |

### Boksen
| Olympiër           | Discipline  | Resultaat | Prestatie                                                                                                 |
| ------------------ | ----------- | --------- | --- |
| Mustapha Kouchene  | 54kg (m)    | 17e       | 1e ronde: V van CAN Walters: 0-5                                                                          |
| Azzedine Saïd      | -57kg (m)   | 17e       | 1e ronde: V van VEN Catari                                                                                |
| Ahmed Hadjala      | -63,5kg (m) | 9e        | 2e ronde: W van NEP Maskey 3e ronde: V van CMR Mbereke: 1-4                                               |
| Kamel Aboud        | -67kg (m)   | 9e        | 2e ronde: W van ZAM Kalunga: 5-0 3e ronde: V van FRG Küzler: 1-4                                          |
| Mohamed Zaoui      | -75kg (m)   | Brons     | 2e ronde: W van LES Monne kwartfinale: W van ZAM Mwaba: 4-1 halve finale: V van USA Hill: 0-5             |
| Mustapha Moussa    | -81kg (m)   | Brons     | 2e ronde: W van MAW Thadzi: 5-0 kwartfinale: W van GBR Wilson: 5-0 halve finale: V van YUG Josipovic: 0-5 |
| Mohamed Boudchiche | -91kg (m)   | 9e        | 2e ronde: V van CAN DeWit: 0-5                                                                            |

### Gewichtheffen
| Olympiër             | Discipline | Resultaat | Prestatie                          |
| -------------------- | ---------- | --------- | ---------------------------------- |
| Ahmed Tarbi          | -56kg (m)  | DQ        | gediskwalificeerd                  |
| Noureddine Bekkouche | -60kg (m)  | -         | trekken: - stoten: 12e met 137,5kg |

### Handbal
| Olympiër | Discipline | Resultaat | Prestatie |
| --- | ---------- | --------- | --------- |
| Omar Azzeb Djaffar Bel Hocine Abdel Krim Ben Djemil Abdel Salem Ben Magh Soula Brahim Bourdrali Mourad Boussebt Mustapha Doballah Abu Sofiane Draouci Hocine Ledra Kamel Maoudj Mouloud Mekhnache Rashid Mokhrani Kamel Ouchia Azzedine Ouhib Zineddine Mohamed Seghir | mannen     | 12e       |           |

| Groep A |             |             |             |             |             |            |            |            |        |
| #       | Land        | Wedstrijden | Wedstrijden | Wedstrijden | Wedstrijden | Doelpunten | Doelpunten | Doelpunten | Punten |
| #       | Land        | G           | W           | G           | V           | V          | T          | Saldo      | Punten |
| 1       | Joegoslavië | 5           | 4           | 1           | 0           | 123        | 76         | +47        | 9      |
| 2       | Roemenië    | 5           | 4           | 0           | 1           | 120        | 91         | +29        | 8      |
| 3       | IJsland     | 5           | 3           | 1           | 1           | 102        | 96         | +6         | 7      |
| 4       | Zwitserland | 5           | 2           | 0           | 3           | 83         | 102        | -19        | 4      |
| 5       | Japan       | 5           | 1           | 0           | 4           | 84         | 107        | -23        | 2      |
| 6       | Algerije    | 5           | 0           | 0           | 5           | 75         | 105        | -30        | 0      |

| Ronde         | Datum | Lokale tijd | MEZT      | Plaats      | Land  | Score    | Land |
| ------------- | ----- | ----------- | --------- | ----------- | ----- | -------- | ---- |
| Groepsfase    |       |             |           |             |       |          |      |
| 31 juli       | 20:00 | 05:00       | Fullerton | Roemenië    | 25-16 | Algerije |      |
| 2 augustus    | 20:00 | 05:00       | Fullerton | Zwitserland | 19-18 | Algerije |      |
| 4 augustus    | 20:00 | 05:00       | Fullerton | Joegoslavië | 25-10 | Algerije |      |
| 6 augustus    | 18:30 | 03:30       | Fullerton | IJsland     | 19-15 | Algerije |      |
| 8 augustus    | 20:00 | 05:00       | Fullerton | Japan       | 17-16 | Algerije |      |
| 11/12e plaats |       |             |           |             |       |          |      |
| 10 augustus   | 11:30 | 20:30       | Fullerton | Zuid-Korea  | 25-21 | Algerije |      |

Algerije · Amerikaanse Maagdeneilanden · Andorra · Antigua en Barbuda · Argentinië · Australië · Bahama’s · Bahrein · Bangladesh · Barbados · België · Belize · Benin · Bermuda · Bhutan · Birma · Bolivia · Bondsrepubliek Duitsland · Botswana · Brazilië · Britse Maagdeneilanden · Canada · Centraal-Afrikaanse Republiek · Chili · China · Chinees Taipei · Colombia · Congo-Brazzaville · Costa Rica · Cyprus · Denemarken · Djibouti · Dominicaanse Republiek · Ecuador · Egypte · El Salvador · Equatoriaal-Guinea · Fiji · Filipijnen · Finland · Frankrijk · Gabon · Gambia · Ghana · Grenada · Griekenland · Groot-Brittannië · Guatemala · Guinee · Guyana · Haïti · Honduras · Hongkong · Ierland · IJsland · India · Indonesië · Irak · Israël · Italië · Ivoorkust · Jamaica · Japan · Joegoslavië · Jordanië · Kaaimaneilanden · Kameroen · Kenia · Koeweit · Lesotho · Libanon · Liberia · Liechtenstein · Luxemburg · Madagaskar · Malawi · Maleisië · Mali · Malta · Marokko · Mauritanië · Mauritius · Mexico · Monaco · Mozambique · Nederland · Nederlandse Antillen · Nepal · Nicaragua · Nieuw-Zeeland · Niger · Nigeria · Noord-Jemen · Noorwegen · Oeganda · Oman · Oostenrijk · Pakistan · Panama · Papoea-Nieuw-Guinea · Paraguay · Peru · Portugal · Puerto Rico · Qatar · Roemenië · Rwanda · Salomonseilanden · Samoa · San Marino · Saoedi-Arabië · Senegal · Seychellen · Sierra Leone · Singapore · Soedan · Somalië · Spanje · Sri Lanka · Suriname · Swaziland · Syrië · Tanzania · Thailand · Togo · Tonga · Trinidad en Tobago · Tsjaad · Tunesië · Turkije · Uruguay · Venezuela · Verenigde Arabische Emiraten · Verenigde Staten · Zaïre · Zambia · Zimbabwe · Zuid-Korea · Zweden · Zwitserland